# Muttray (Familie)
Muttray war eine schottischstämmige Familie in Ost- und Westpreußen, vor allem in Memel und Danzig. Sie brachte Kaufleute, aber auch Mediziner, Architekten, Theologen und einen Bürgermeister hervor.

## Geschichte
Die ersten erwähnten Mitglieder der Familie kamen im 17. Jahrhundert aus Schottland nach Danzig und Memel. Dort waren sie anfangs vor allem als Kaufleute und Reeder tätig, die Holz nach England und Schottland verschifften.
Die Nachkommen blieben bis etwa 1945 in Ost- und Westpreußen ansässig und emigrierten dann.

## Familienmitglieder
1. Martin Muttray (um 1660–1740), erstes bekanntes Mitglied der Familie in Memel, kam wahrscheinlich aus Schottland, wurde Ältermann der Kaufmannschaft in Memel

1. Wilhelm Muttray (* 14. März 1776 in Memel; † 7. März 1839 in Memel), Großkaufmann, preußischer Kommerzienrat, Bürgermeister in Memel 1816–1818[2]
  1. Johann August Muttray (* 29. August 1808 in Memel; † 26. Februars 1872 in Memel), dessen Sohn,  Arzt, Mitglied der Frankfurter Nationalversammlung
    1. Alfred Muttray (* 27. März 1842 in Memel; † 30. Mai 1918 in Zoppot), Geheimer Baurat und Kreis-Baudirektor in Danzig

  2. Friedrich Wilhelm Muttray (1814–1886), Landgerichtspräsident in Tilsit und Stargard[3]
    1. Wilhelm Otto Muttray (* 12. Dezember 1850 in Marggrabowa, Masuren; † 14. Januar 1922 in Hannover), Wasserbaubeamter in Oppeln, Charlottenburg, Tilsit, Direktor in Hannover